# 왕온서
왕온서(王溫舒, ? ~ 기원전 104년)는 전한 중기의 관료로, 좌풍익 양릉현(陽陵縣) 사람이다.

## 생애

### 임관
젊을 때 사람을 죽여 암매장하는 등 간악한 짓을 하며 살았다. 훗날 정장(亭長)에 임명되었으나, 여러 차례 면직되었다. 관리가 되어 옥사를 다스리다가 정위의 사(史)가 되었고, 장탕을 섬기다가 어사(御史)로 전임되었다.

### 혹독한 정치
왕온서는 도적을 잡는 일을 하면서 사람을 죽이거나 해치는 일이 매우 많았고, 승진을 거듭하여 광평도위(廣平都尉)가 되었다. 군에서 호방하고 용감하여 일을 맡길 만한 관리 십여 명을 뽑아 자신의 심복으로 삼고, 그들이 몰래 저지른 중죄를 알아본 후 그들로 하여금 도적을 살피게 하였다. 잡고 싶었던 도둑을 잡아들여 자신을 만족시키면 백 가지 죄를 범하더라도 벌하지 않았고, 도적을 피하면 그가 과거에 저지른 일을 들어 일족까지 모두 죽였다. 때문에 제나라와 조나라의 도적들은 감히 광평에 가지 못하였고, 또 광평에서는 길에 떨어진 물건이 있어도 줍지 않는다는 소문이 퍼졌다. 소식을 들은 무제는 왕온서를 하내태수로 전임시켰고, 왕온서는 9월에 하내에 도착하였다.
광평에 있을 때부터 하내의 호족 가운데 간악한 집안을 모두 알고 있었던 왕온서는, 개인이 소유한 말 쉰 필을 갖추어 하내에서 장안에 이르는 각 역참에 배치하고, 관리는 광평에 있을 때와 같은 방법으로 두었다. 또한 군의 교활한 호족을 잡아들였는데, 이들과 연좌되어 잡힌 호족만 천여 가구나 되었다. 왕온서는 무제에게 글을 올렸다.
| “ | 아주 교활한 자는 일족을 멸하였고, 조금 교활한 자는 본인만 죽였으며, 재산을 몰수하여 이전에 착복한 것을 변상토록 하였습니다. | ” |

상소를 올린 지 겨우 이삼 일밖에 안 되어 무제의 윤허를 얻으니, 판결을 내려 처형한 자의 피가 십여 리까지 흘렀다. 하내 사람들은 왕온서의 글이 조정에 올라갔다가 오는 것이 그토록 빠른 것을 신기하게 여겼다.
12월이 지나갈 무렵, 군에서는 왕온서를 원망하는 소리도 없어지고, 감히 밤에 돌아다니는 자도 없었으며 들에는 개를 짖게 하는 도둑도 없었다. 미처 잡지 못한 도둑은 이웃 군국까지 가서라도 잡아왔다. 입춘이 되자 왕온서는 발을 구르며 탄식하였다.
| “ | 아! 겨울을 한 달만 늦출 수 있다면 나는 일을 만족스럽게 처리했을 텐데! | ” |

그가 살상하여 위세를 부리기 좋아하고, 또 백성을 사랑하지 않음이 이와 같았다.

### 전성기
무제는 이 소식을 듣고 왕온서를 유능하다고 여겨 중위로 전임시켰다. 그의 통치 방법은 하내에 있을 때와 같았다. 은밀히 교활한 관리들을 불러 모아 함께 일하였으니, 하내에는 양개(楊皆)와 마무(麻茂)가 있었고 관중(關中)에는 양공(楊贛)과 성신 등이 있었다. 의종이 우내사로 있을 때 왕온서는 그를 꺼려 제멋대로 하지 못하였으나, 의종이 죽고 장탕이 실각한 후에는 정위로 승진하고 윤제가 왕온서의 뒤를 이어 중위에 임명되었다. 그러나 윤제가 죄를 짓자 무제는 다시 왕온서를 중위에 임명하였다.
왕온서는 사람됨이 지혜롭지 못하였다. 정위로 있을 때는 우둔하여 자신의 일조차 제대로 처리하지 못하였으나, 중위가 되면서 마음대로 할 수 있게 되자 도적을 즐거운 마음으로 살폈다. 그는 평소 관중의 습속에 익숙하여 호족과 간악한 관리를 잘 알고 있었는데, 이들은 왕온서를 위하여 힘써 책략을 바쳤다. 가혹할 정도로 감시하니 도리어 도적과 불량배들이 투서를 하거나 고발하였고, 때문에 거리나 마을마다 장(長)을 두어 간악한 자나 도적을 서로 감시하고 잡아들이도록 하였다.

### 간악한 신하
왕온서는 사람됨이 남에게 아첨하는 성격이었다. 권세 있는 자는 잘 섬기고, 그렇지 않은 자는 종처럼 다루었다. 권문세가에는 사악한 일이 산더미처럼 쌓여 있어도 모르는 척하였으나, 권세 없는 자는 귀한 신분이든 외척이든 반드시 욕보였다. 법령을 교묘히 적용하여 간악한 백성을 무고하고 간악한 호족들에게 경고하니, 중위로 있을 때 대략 이런 방법으로 다스렸다. 간악하고 교활한 무리는 끝까지 심문을 받았는데, 대부분 심한 고문으로 몸이 문드러져 감옥 안에서 죽었으므로 다시 판결을 받아 출옥하는 자가 없었다.
왕온서의 심복들은 사람의 탈을 쓴 호랑이처럼 포악하였다. 때문에 중위의 관할 범위 안에 있는 사람으로 적당히 교활하거나 그 이하인 자는 모두 굴복하였고, 권세 있는 자들은 왕온서를 위하여 그의 치적을 칭송하였다. 왕온서가 중위로 있는 동안 그의 부하로서 직권을 이용하여 부를 쌓은 자가 많았다.
원정 6년(기원전 111년), 왕온서는 동월(東越) 정벌에 종군하였다. 귀환한 후 제시한 의견 중 무제의 뜻에 맞지 않은 것이 있었고, 결국 사소한 법에 걸려 면직되었다.
이 무렵 무제는 통천대(通天臺)를 만들려 하였으나 그 공사를 맡을 만한 인력을 구하지 못하였다. 그런데 왕온서가 중위의 관할 안에 있는 자로 병역을 마치지 않고 달아나거나 숨은 자 수만 명을 찾아내어 통천대를 쌓도록 주청하니, 무제는 기뻐하여 그를 소부에 임명하였다가 다시 우내사로 옮겼다. 왕온서의 통치 방식은 예전과 같았고, 간사한 일을 막지 않았다. 그러나 훗날 법에 걸려 관직을 잃었고, 다시 우보도위(右輔都尉)가 되어 중위의 직무를 맡았으나 통치 방법은 예전과 같았다.

### 몰락
그로부터 일 년 남짓 지난 태초 원년(기원전 104년), 한나라는 대완을 정벌하려 하였다. 이때 군사를 일으키면서 조서를 내려 호방하고 힘 있는 관리를 징집하였는데, 왕온서는 부하 화성(華成)을 숨겨 주었다.
이윽고 어떤 사람이 왕온서가 기병으로부터 뇌물을 받았고, 또 간사하고 탐욕스러운 일을 하였다고 고발하였다. 그 죄는 멸족에 이르는 것이었기 때문에, 왕온서는 스스로 목숨을 끊었다. 왕온서의 두 아우와 그들의 두 사돈 집안도 다른 죄를 지어 멸족되었다. 이를 보고 광록훈 서자위는 이렇게 말하였다.
| “ | 슬픈 일이다. 옛날에는 삼족을 멸하였는데, 지금 왕온서의 죄는 오족이 동시에 멸하기에 이르렀구나! | ” |

왕온서가 죽을 때, 집에 쌓아둔 재산이 천 금이나 되었다.

## 출전
- 사마천, 《사기》 권122 혹리열전
- 반고, 《한서》 권19하 백관공경표 下·권90 혹리전

| 전임 패 | 전한의 중위 기원전 119년 ~ 기원전 114년 | 후임 윤제 |

| 전임 패 | 전한의 정위 기원전 114년 ~ 기원전 113년 | 후임 조우 |

| 전임 윤제 | 전한의 중위 기원전 113년 ~ 기원전 111년 | 후임 표 |

| 전임 당 | 전한의 소부 기원전 109년 ~ 기원전 107년 | 후임 덕 |

| 전임 이신성 | 전한의 우내사 기원전 107년 ~ 기원전 105년 | 후임 (경조윤) 무기 |

| 전임 표 | 전한의 중위 (대행) 기원전 105년 ~ 기원전 104년 | 후임 (사실상) 두주 |